# Tanquetas TK / TKS
Las tanquetas TK (TK-3) y TKS fueron pequeños vehículos blindados de reconocimiento, diseñados y construidos en Polonia y empleados por el ejército polaco en la Segunda Guerra Mundial. 

## Historia, diseño y desarrollo
En 1928 la compañía británica Vickers-Armstrong produjo la tanqueta tripulada por dos hombres Vickers Carden-Loyd Mk.VI y su diseño atrajo mucha atención. A mediados de 1929, Polonia adquirió una Mk.VI que fue probada el 29 de junio de 1929 en Rembertow cerca de Varsovia. Ese mismo mes, después de numerosas pruebas fueron ordenadas otras diez tanquetas junto con cinco remolques y piezas de repuesto. Dicho pedido llegó en septiembre de 1929; se realizaron pruebas a gran escala. Posteriormente se decidió que tenían gran potencial y podían utilizarse para motorizar unidades de caballería y como vehículos de reconocimiento para la infantería. Fue comprada la licencia y comenzó el desarrollo interno de este diseño modificando el original británico. El principal problema con estas tanquetas consistía en su suspensión, que agotaba a sus tripulaciones después de largos recorridos campo a través. En un principio de acuerdo con un diseño del teniente S. Marczewski modificaron una o dos de las tanquetas británicas. La mejora principal fue la adición de un resorte de lámina semielíptica entre el casco y los bogies de suspensión, y la unión de bogies a este muelle, en lugar de al marco de suspensión. También se agregaron rodillos de retorno. A raíz de las modificaciones, se decidió no producir una versión modificada, sino continuar con el desarrollo de un diseño propio basado en el anterior y solo se fabricaron dos Mark VI en Polonia, con casco en acero dúctil .
La misión de diseñar la tanqueta polaca fue asignada a la Oficina de Construcción de Armas Blindadas del Instituto de Investigación de Ingenieros del Ejército (BK Br.Panc. WIBI) en Varsovia. Los principales diseñadores fueron el mayor W. Trzeciak y el capitán E. Karkoz; sobre este nuevo diseño se trabajó en dos variantes, que diferían en la suspensión y el diseño del engranaje de transmisión. En 1930, el Instituto Nacional de Ingeniería (PZInż.) en Varsovia  construyó dos prototipos: TK-1 con ruedas dentadas en la parte trasera y TK-2 con ruedas dentadas en el frente. Generalmente fueron modelados según la composición de Carden-Loyd, pero fueron diseños completamente nuevos, más compactos y de diferente forma. Su suspensión era similar a la suspensión Carden-Loyd modificada por S. Marczewski. Las orugas fueron modificadas, reforzadas y hechas de acero al manganeso. La TK-2 llevaba instalado el motor de cuatro cilindros  Ford modelo T (como el Carden-Loyd) y, la TK-1 un motor Ford A más nuevo y a diferencia de la Carden, ambas estaban equipadas con arranque eléctrico. Ambos vehículos tenían un compartimento abierto para la tripulación y estaban equipados con una ametralladora Ckm wz.25 refrigerada por aire de 7,92 mm 
En 1930, basándose en las experiencias con los anteriores prototipos, la variante más pesada y mejorada TK3 empezó a ser producida por la firma Ursus estando lista para pruebas en marzo de 1931 y a continuación, el 14 de julio fue aceptado como modelo de producción. La TK3 se convirtió en el primer vehículo blindado con orugas fabricado en cantidades significativas en Polonia. Fue producida en virtud de la filiación de la fábrica estatal PZInz., y los pedidos de 300 unidades repartidos en tres lotes fueron entregados a partir de 1931 hasta 1934. La TK3 estaba propulsada por un motor Ford tipo A importado y fue el primer vehículo blindado de fabricación totalmente polaco. La tripulación de dos hombres estaba alojada en una superestructura cerrada en su parte superior y ligeramente blindada (3-8 mm), estando armada con una única ametralladora Ckm wz.25 o Ckm wz.30 .
Dado que la TK-3 funcionaba con un motor Ford A importado, se decidió reemplazarlo por el motor Polski FIAT-122BC, fabricado bajo licencia en Polonia. Primero fue instalado experimentalmente en un TK-3 a finales de 1931 o 1932. En 1933, se fabricó una pequeña serie con motores FIAT, designados TKF ("F" para FIAT), pero su número no se conoce con exactitud (de 18 a 22).
El desarrollo continuó progresivamente y se mejoró gradualmente, por lo que la TK3 fue sustituida por la TKS, cuya producción comenzó en marzo de 1934; este modelo tenía las mismas dimensiones que la TK3, sin embargo, era bastante más pesado y lento que el TK3 y que el tanque Carden-Loyd original. Propulsada por un motor de 42 hp Fiat Polski 122AC / B de 6 cilindros con un nuevo engranaje impulsor. La TKS tenía un blindaje de acero templado capaz de resistir balas AP de pequeño calibre, equipo óptico que constaba de un periscopio giratorio Gundlach para el comandante, que posibilitó una visión de 360° , las orugas se hicieron 3 cm más anchas para una mejor tracción. La ametralladora se montó en un montaje de bola universal con miras telescópicas; también se modificaron las persianas laterales blindadas y las ranuras de visión. Al igual que las TK3 estaba armado con una única ametralladora Hotchkiss wz.25 o wz.30 de 7,92 mm. En total, 290 TKS fueron construidas hasta septiembre de 1939. 
El blindaje máximo de la TK era de 8 mm (10 mm en la TKS). En 1938 se comenzó un prototipo a partir de una TK3 armada con un cañón wz.38 FK-A (un derivado polaco del fusil antitanque suizo Solothurn S-18/100). Después de ser evaluado, se montaron entre 20 a 25 unidades con el cañón automático de alta velocidad Nkm wz. 38 FK de 20 mm para pasar a ser unidades antitanque con la designación TKS-NKM. A principios de 1939 se solicitó la reconversion de un cierto número de TK y TKS. Según algunas fuentes unas 18 TK estaban en dicho proceso antes de septiembre de 1939, pero su paradero es desconocido.  
Estonia compró 6 vehículos a Polonia el 6 de noviembre de 1934, valorados en más de 180.000 coronas estonias. El contrato también incluía un remolque sobre orugas adicional y una motocicleta gratis.

## Historial de combate
La TKS era, junto con la TK3, era el vehículo blindado más importante desde el punto de vista numérico en servicio en el ejército polaco en septiembre de 1939. Al igual que todos las tanquetas de los años 30, eran una buena alternativa a los tanques tradicionales, siendo más baratos y una buena propuesta para la mecanización ligera de batallones de infantería.
575 TK/TKS formaban el grueso de las fuerzas blindadas polacas antes del inicio de la guerra. Sufrieron importantes bajas durante la Invasión de Polonia, siendo frecuentemente los únicos vehículos blindados de combate disponibles. Debido a su ligero armamento de una sola ametralladora, no tuvieron éxito en combate contra los tanques alemanes, a excepción del Panzer I, aunque su pequeño tamaño las hacía apropiadas para reconocimiento y apoyo a la infantería. Solamente el puñado de tanquetas armadas con un cañón automático de 20 mm tuvieron cierto éxito contra los tanques enemigos. Destacando en los combates del contraataque de Bzura, en el cual una tanqueta TKS con cañón automático de 20 mm comandada por el sargento Roman Orlik destruyó dos tanques ligeros alemanes Panzer 35(t) y un tanque medio Panzerkampfwagen IV comandado por el teniente Victor IV Albrecht von Ratibor, heredero del príncipe de Ratibor que falleció en dicho ataque.
Después de la capitulación polaca, las unidades supervivientes, pasaron a formar parte de unidades de reconocimiento, entrenamiento y vigilancia de la Wehrmacht y de las fuerzas armadas de los países satélites del Eje.

## Tanquetas TK supervivientes
Solamente hay una tanqueta TKS completamente funcional. Fue donada a Polonia por el Museo de Tanques de Axvall, Suecia, siendo expuesta desde el 2008 en el Museo del Ejército Polaco. Hay otras tres tanquetas, una TKS expuesta en el Museo de Tanques de Kubinka, Rusia, así como una TK-3 y una TKF en el Museo Militar de Belgrado, Serbia. Como dato adicional, la TKS sueca sobrevivió a la guerra en Noruega, donde fue empleada como tractor por un granjero. En Bélgica se encontró un tractor de artillería C2P, el cual fue comprado por el Centro Nacional de Historia Militar de Auburn (Indiana), donde se encuentra expuesto. 
Aparte de estas, hay al menos dos tanquetas TKS funcionales construidas por grupos de recreación histórica polacos, a partir de los planos originales.

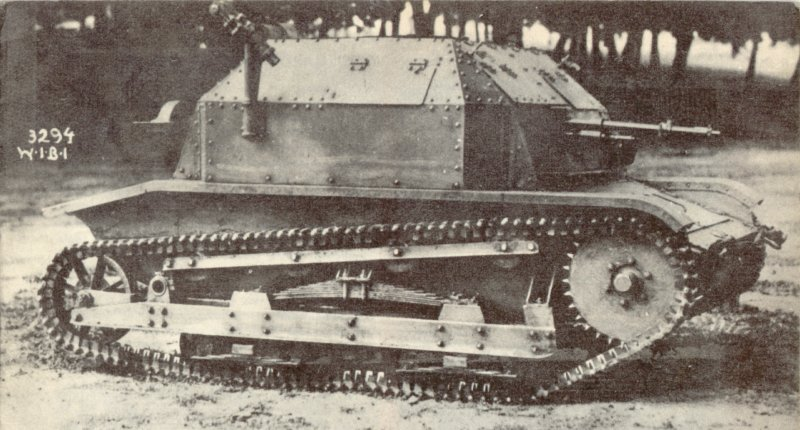
Una tanqueta TK-3.

### Variantes
- TK (TK-3) - Unas 280 construidas a partir de 1931
- TKF - Una tanqueta TK con un motor de 46 cv, se construyeron unas 18
- TKS - Modelo mejorado de 1933, se construyeron unas 260
- TKS-NKM con cañón automático de 20 mm - 24 tanquetas TKS armadas con un cañón automático de 20 mm en 1939.
- C2P - Tractor de artillería ligero, sin blindaje. Se construyeron unos 200.

Modelos experimentales:
- TK-1, TK-2 - los primeros prototipos
- TKD - cañón autopropulsado ligero de 47 mm, cuatro unidades.
- TKW - tanque ligero de reconocimiento con torreta, un prototipo.
- TK-3 cañón automático de 20 mm - un solo prototipo con carrocería modificada fue completado.
- TKS-D - cazatanques ligero armado con un cañón antitanque Bofors 37 mm, dos unidades.

## Galería

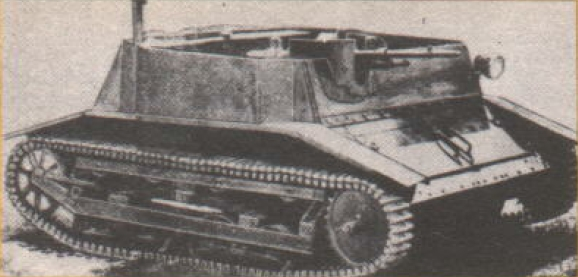
Prototipo TK1
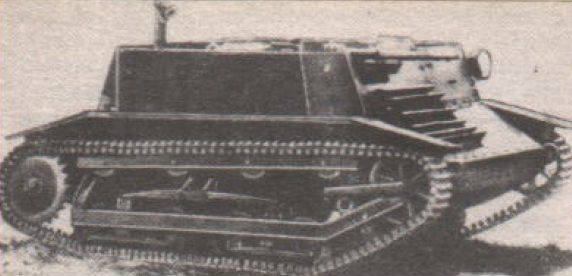
Prototipo TK2
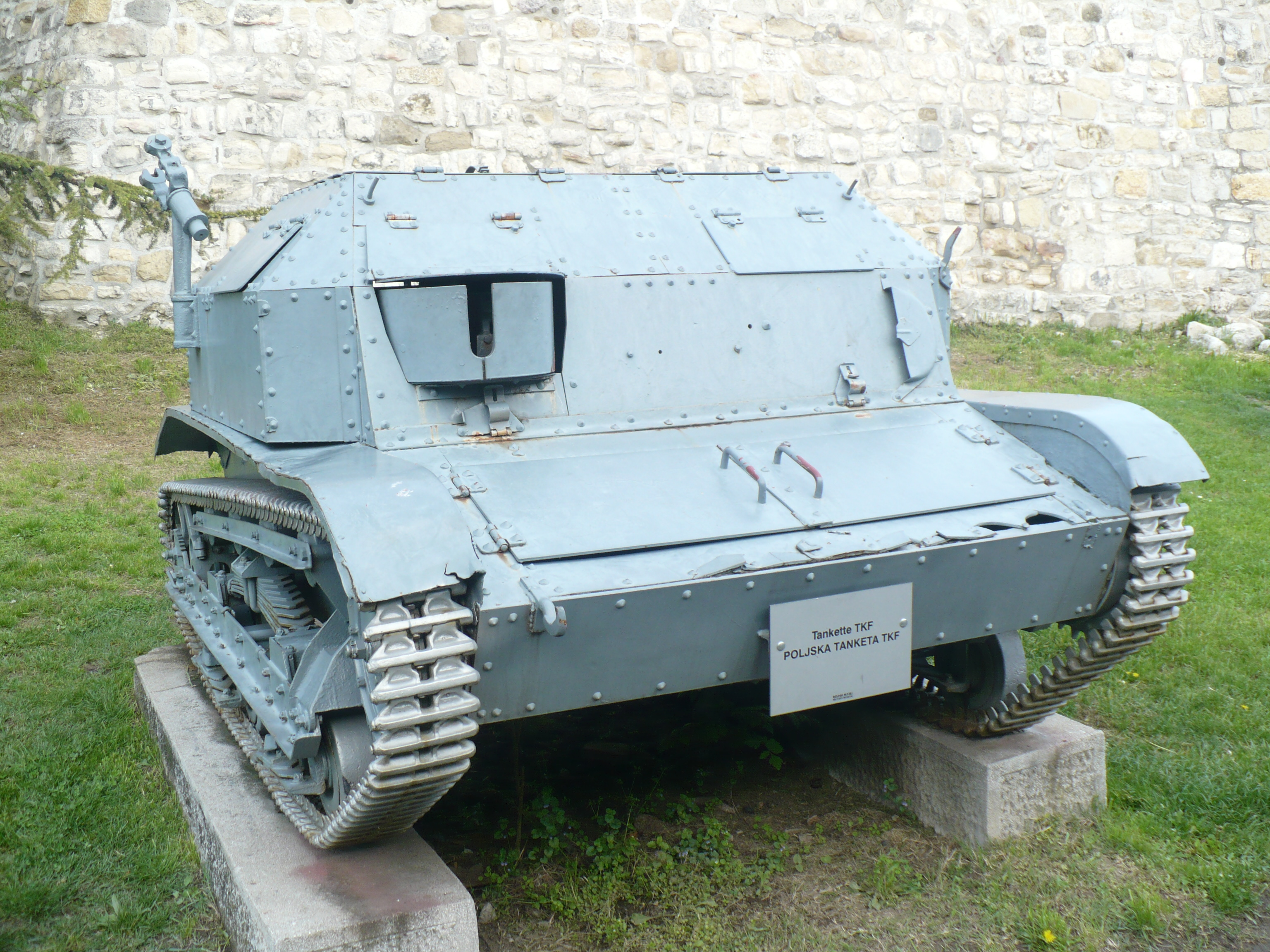
TKF  expuesta en el Museo del Tanque de Belgrado
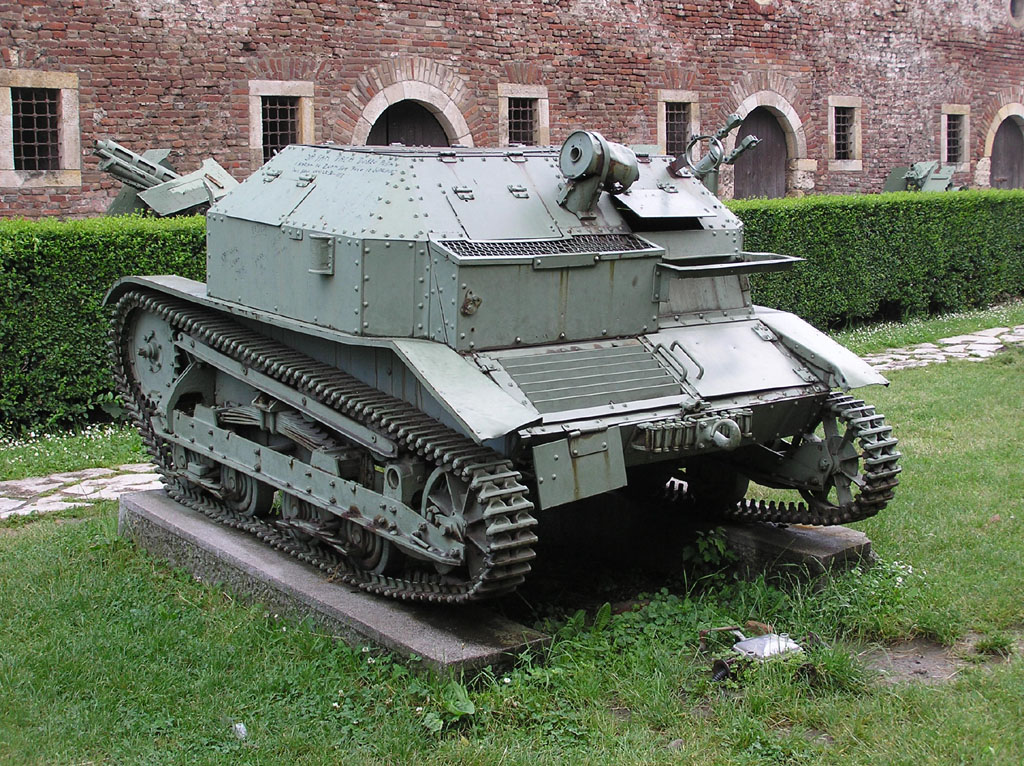
TKF del Museo del Tanque de Belgrado
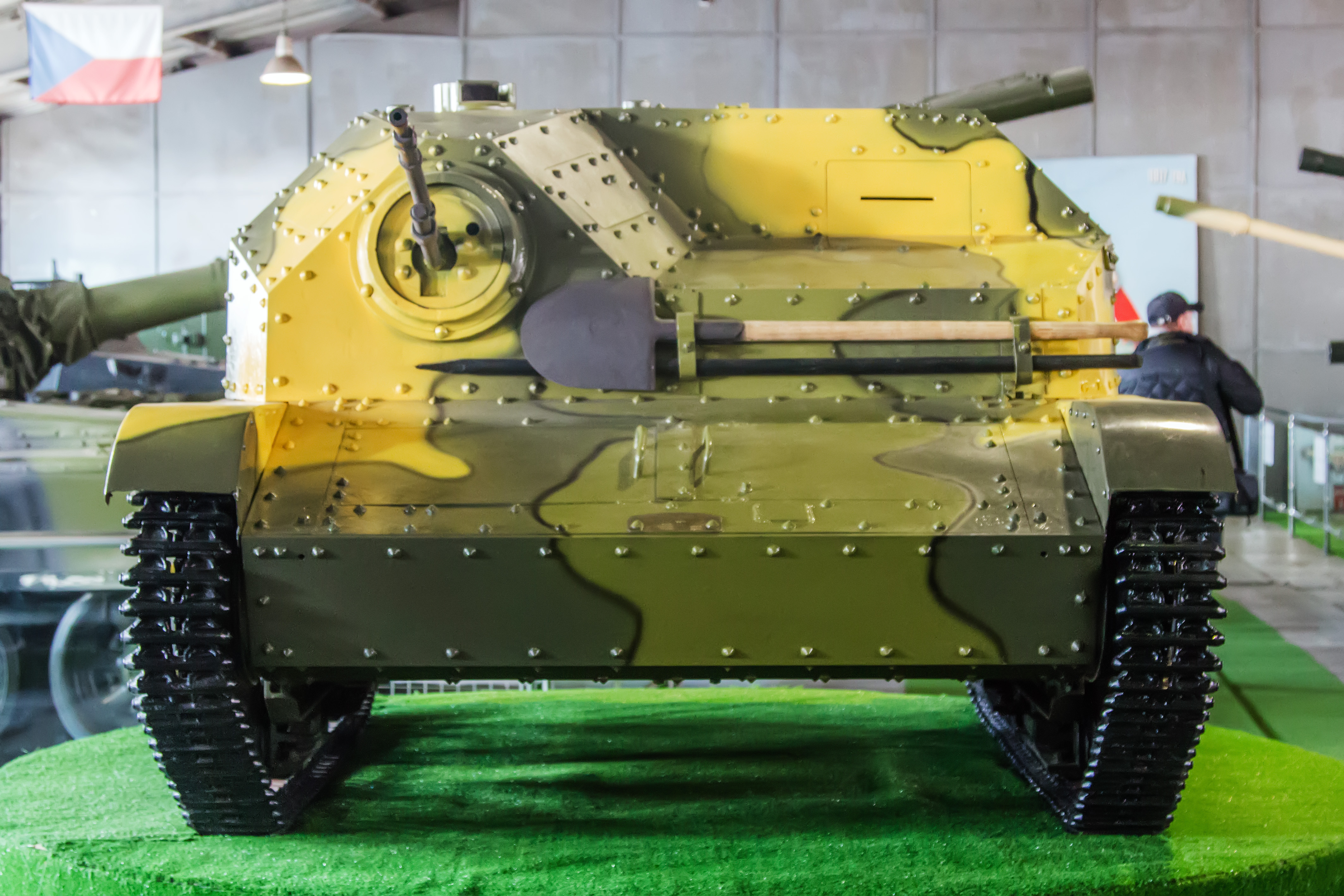
TKS del Museo del Tanque de Kubinka.
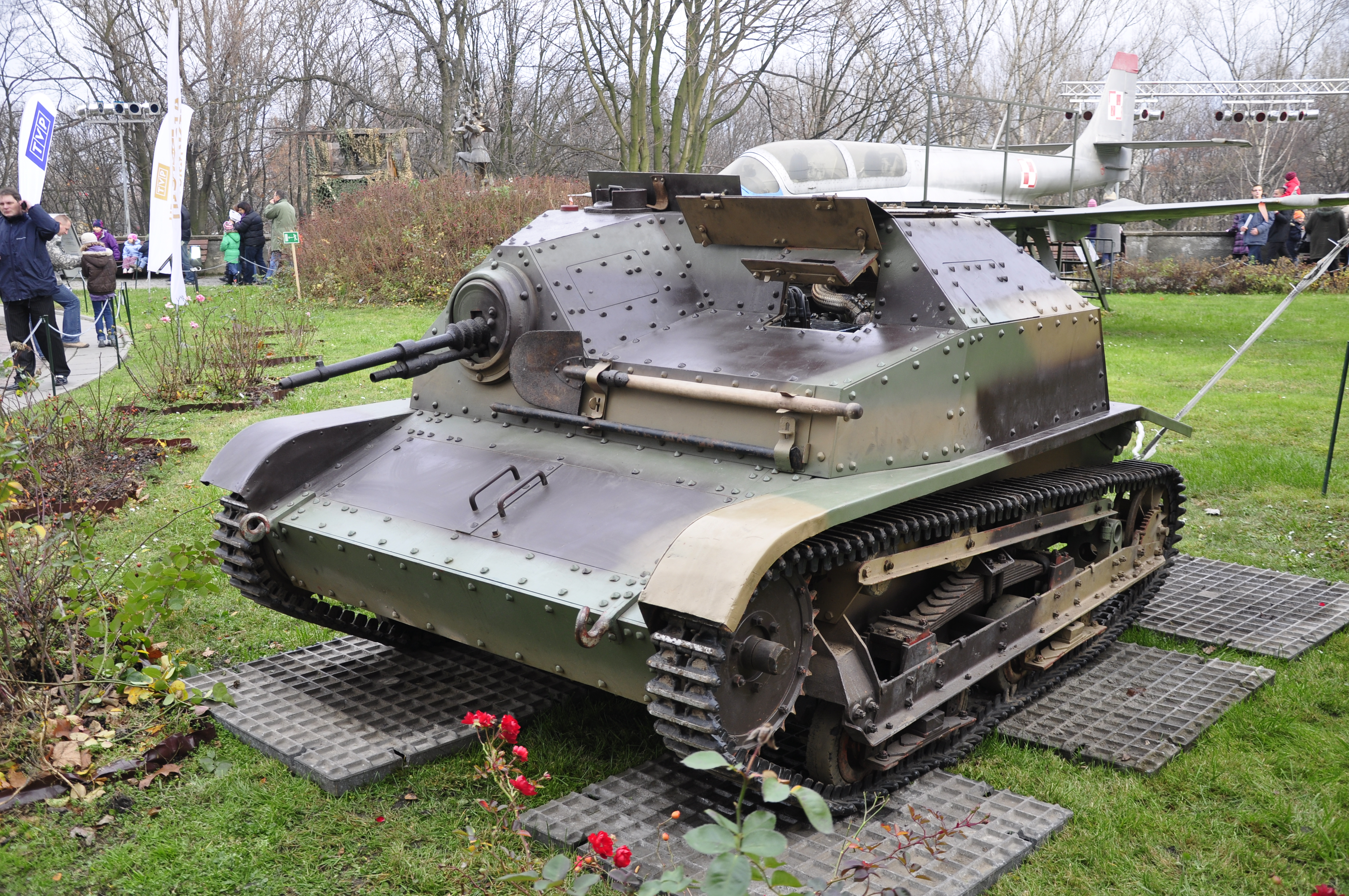
Tanqueta TKS en el Museo del Ejército Polaco
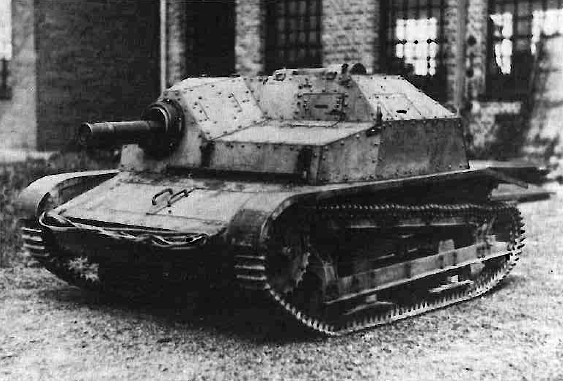
TKS de la primera serie de producción. Sin periscopio y ametralladora Ckm wz.30
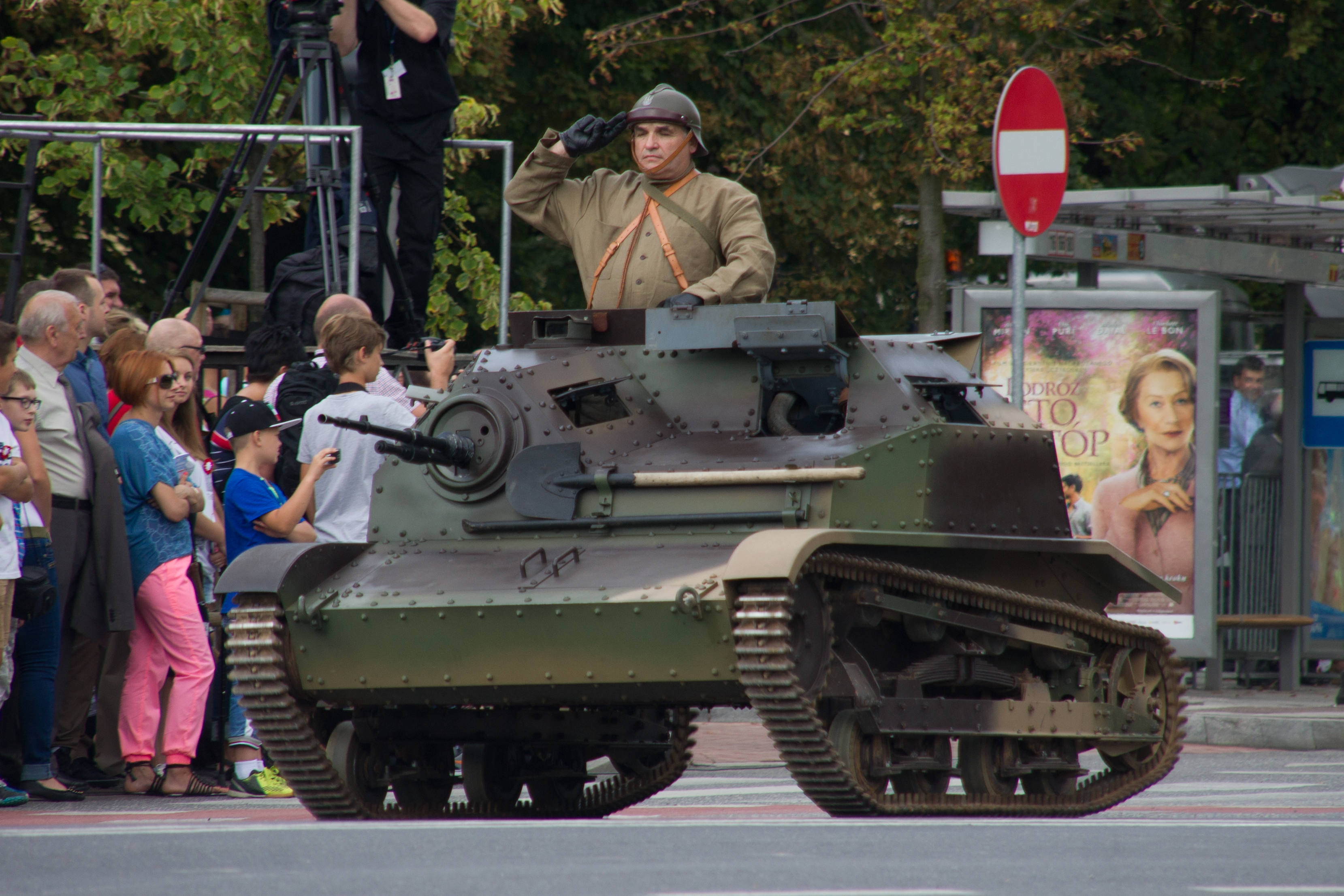
Una TKS restaurada en el desfile del Día del Ejército polaco, 2014
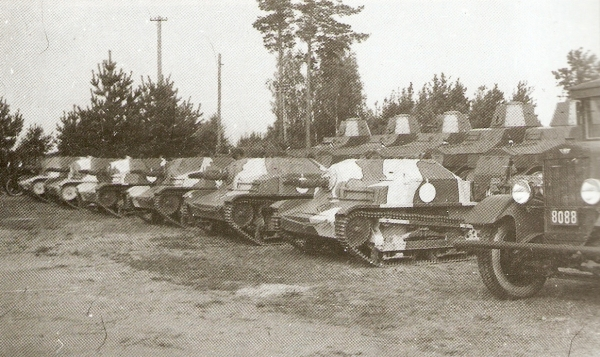
Las TKS-2 del contrato estonio
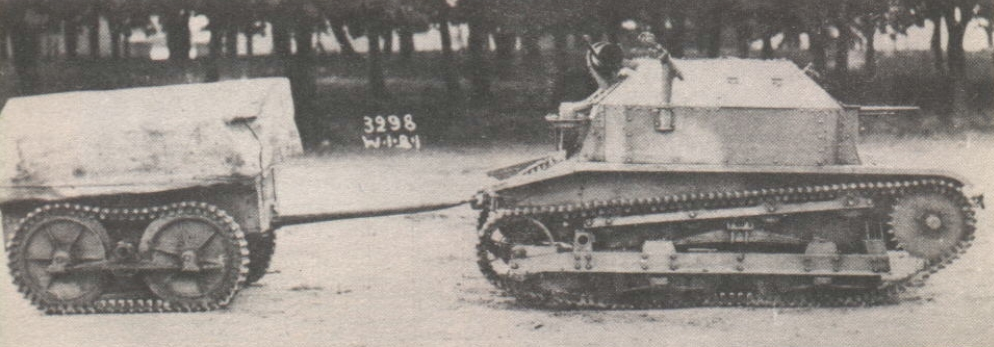
Tractor de artillería TK con su remolque sobre orugas.
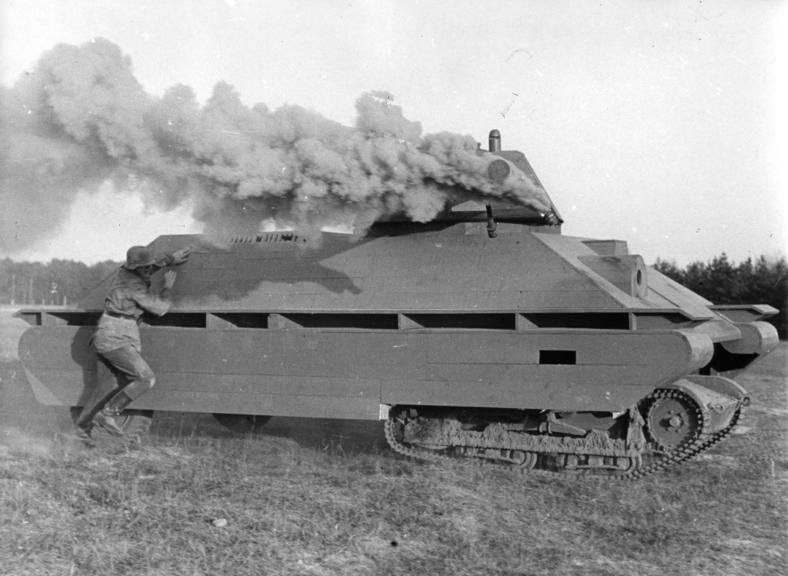
Maqueta de T-34, sobre un chasis de TKS, para entrenamiento
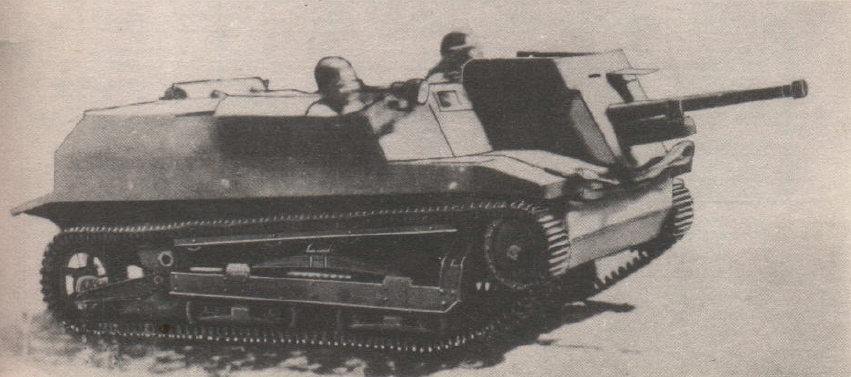
Prototipo del cazatanques ligero TKS2, armado con un cañón antitanque Bofors 37 mm
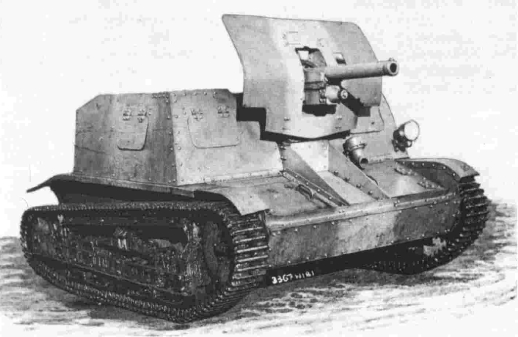
El cañón autopropulsado ligero TKD Armata wz. 25 „Pocisk” de 47 mm
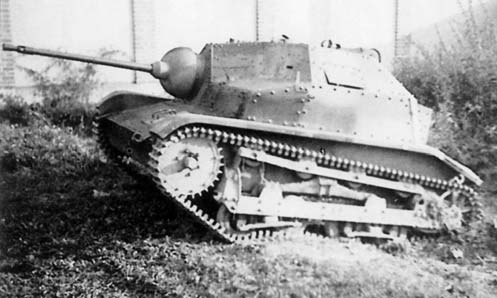
TKS-NKM con cañón automático wz.38 modelo A (FK-A) de 20 mm

## Usuarios
- Polonia
- III Reich
- Croacia
- Estonia